# Lioré et Olivier LeO 7
Le Lioré et Olivier LeO 7 était un avion militaire de l'entre-deux-guerres, construit en France par Lioré et Olivier.